# Vall d'Alp
La vall d'Alp és una depressió allargada de la superfície terrestre recorreguda pel riu d'Alp,
 que neix al nord de la collada de Toses (1800 metres) i desguassa al Segre. Està situada a la Baixa Cerdanya. De l'est al sud-est del terme d'Alp la línia divisòria de dos vessants, des del coll de la Creu de Maians en direcció a la collada de Toses, separa la vall d'Alp de la vall de Ribes. El pla d'Anyella principalment situat al vessant ripollès, a 1840 metres d'altitud, es troba enmig de les dues valls, i al sud s'hi troba la Tosa d'Alp.

## Entitats de la vall
- Saltèguet (antigament Saltèguel). Despoblat esmentat ja el 839, situat a la capçalera de la vall sota el coll de Mercer. Entre el coll i el despoblat hi ha l'avetar de Saltèguet del municipi de Puigcerdà.[5]
- Comadovella. Despoblat situat vora la riera d'Alp.[6]
- Monestir de Sant Esteve i Sant Hilari. Prop de la Molina.[7]
- Ovella. Despoblat situat a la dreta del riu d'Alp.[8]
- La Torre de Riu està ubicada a la sortida de la vall.[9]
- Sagramorta[10]